# Delphinium dolichostachyum
Delphinium dolichostachyum là một loài thực vật có hoa trong họ Mao lương. Loài này được Chowdhuri & P.H.Davis mô tả khoa học đầu tiên năm 1958.